# Station Pustków Wilczkowski
Station Pustków Wilczkowski is een spoorwegstation in de Poolse plaats Pustków Wilczkowski.